# يو شينغ
يو شينغ (بالصينية: 释延能) هو ممثل صيني، ولد في 27 ديسمبر 1978 في الصين.

## أعمال

### أفلام
- (2004) كونغ فو هوستل[2]
- (2008) ييب مان

## وصلات خارجية
- يو شينغ على موقع IMDb (الإنجليزية)
- يو شينغ على موقع ألو سيني (الفرنسية)
- يو شينغ على موقع أول موفي (الإنجليزية)
- يو شينغ على موقع قاعدة بيانات الفيلم (الإنجليزية)
- يو شينغ على موقع كينوبويسك (الروسية)